# Quintette avec piano d'Erhart
Pour les articles homonymes, voir Quintette pour piano et cordes.
Le Quintette avec piano en ré majeur est une œuvre de musique de chambre de Dorothy Erhart en trois mouvements, pour piano et quatuor à cordes, composée en 1916.

## Présentation

### Composition
Le Quintette avec piano est une œuvre de jeunesse de la claveciniste et compositrice britannique Dorothy Erhart (parfois orthographié « Ehrhardt » ; 1894-1971). La partition est écrite en 1916 et publiée l'année suivante par J. & W. Chester.
L'effectif instrumental requis est un piano, deux violons, un alto et un violoncelle.

### Structure
L'œuvre est en quatre mouvements :
1. Adagio — Allegro ;
2. Presto Scherzoso ;
3. Adagio, ma non troppo ;
4. Allegro moderato (alla breve).

## Analyse
Composé durant la Première Guerre mondiale, le Quintette est influencé par le conflit. Trois des quatre mouvements de l’œuvre utilisent notamment comme coda la sonnerie aux morts (Last Post).
Le premier mouvement s'ouvre sur un adagio avant que le tempo ne s'accélère, amenant un allegro construit en forme sonate. Le deuxième mouvement est un presto scherzoso. Le troisième mouvement s'enchaîne attacca ; c'est un adagio qui précède le finale de l’œuvre, de forme rondo en ré mineur, même si les derniers accords de la partition sont en mode majeur.
Si le Quintette avec piano d'Erhart n'est pas à proprement parler cyclique, tous ses mouvements sont cependant parcourus par une « certaine identité de thèmes ».